# 塞魯 (衣索比亞)
塞魯（Seru）是埃塞俄比亞東南部奧羅米亞州阿爾西地區的小鎮，座標7°40′N 40°12′E / 7.667°N 40.200°E，海拔2,302米。鎮內沒有電力供應。根據埃塞俄比亞中央統計局2005年的資料，塞魯人口約3,082，其中男性1,422人，女性1,660人。